# Sven-Olof Jonsson
Sven-Olof Jonsson (23 gennaio 1893 – 2 gennaio 1945) è stato un ginnasta svedese.

## Palmarès

### Olimpiadi
- 1 medaglia:
  - 1 oro (Anversa 1920 nel concorso svedese a squadre)